# 乌金碶
29°47′5.42″N 121°25′3.16″E / 29.7848389°N 121.4175444°E
乌金碶位于中国浙江省宁波市海曙区洞桥镇上水碶村东侧，在唐大和年间由王元𬀩所建，宋元祐六年（1091年）重修，嘉定十四年（1221年）又修，民国十三年（1924年）再修，现存碶长14.9米，碶桥宽2.75米，共5孔，孔距2.8米，现闸门在石槽的基础上用钢筋混凝土加固并采用平板闸及螺杆式起闭装置，为它山堰引流排洪的第一道配套设施，2010年9月公布为鄞州区文物保护单位，2018年12月28日因行政区划调整公布为海曙区文物保护单位。